# Милош Зяпков (награда)
Националната литературна награда „Милош Зяпков“ е учредена през 2008 г. от Община Ракитово (с решение на Общинския съвет от 27 юни 2008 г.), Съюза на българските писатели, Сдружението на български писатели и Сдружението на писателите в гр. Пазарджик.
Присъжда се за поезия, хумор и сатира, проза – късите форми (разкази, есета), тъй като Милош Зяпков е творил в тези жанрове. Наградата включва грамота, плакет и парична сума от 1000 евро. До 2022 г. се връчва всяка година за книга, издадена през предходната, а след 2022 г. – на три години. Победителят се определя от петчленно жури.
Националната награда и наградите от съпътстващите конкурси се връчват на специално тържество в град Ракитово, което се провежда традиционно по време на празниците на града в началото на месец юли.
През 2016 г. наградата не се връчва поради влошеното финансово състояние на община Ракитово.

## Наградени автори и творби
| №  | Година | Жури | Лауреати |
| -- | ------ | --- | --- |
| 1  | 2009   | Жури с председател Никола Иванов и членове Иван Есенски от Съюза на българските писатели, Иван Цанев от Сдружението на български писатели, Мария Мирова-Димова от Община Ракитово и Костадин Зяпков като представител на семейството на патрона на наградата. | - Георги Борисов за стихосбирката „Точно в три“                                                                                     |
| 2  | 2010   | Жури с председател Никола Иванов и членове Иван Цанев, Георги Борисов, Мария Мирова-Димова и Костадин Зяпков. | - Деян Енев за книгата му „Градче на име Мендосино“                                                                                 |
| 3  | 2011   | Жури с председател Никола Иванов и членове Иван Цанев, Георги Борисов, Мария Мирова-Димова и Костадин Зяпков. | - Божана Апостолова за стихосбирката „Беше ли любов“                                                                                |
| 4  | 2012   | Жури с председател Никола Иванов и членове Иван Цанев, Георги Борисов, Мария Мирова-Димова и Костадин Зяпков. | - Аксиния Михайлова за стихосбирката „Разкопчаване на тялото“                                                                       |
| 5  | 2013   | | - Деньо Денев за книгата „Епикриза на есенните дъждове“                                                                             |
| 6  | 2014   | | - Валентина Радинска за книгата „Употреба на свободата“                                                                             |
| 7  | 2015   | Жури с председател Никола Иванов и членове Никола Радев, Емилия Каменова, Мария Мирова и Костадин Зяпков. | - Иван Цанев за книгата „Ранни стихотворения“                                                                                       |
| 8  | 2017   | Жури с председател Никола Иванов и членове Боян Ангелов и Христина Димова. | - Никола Радев за книгата „Когато Господ ходеше по земята“ и Атанас Звездинов за книгата „Баснописецът“                             |
| 9  | 2019   | Жури с председател Морис Фадел и членове Никола Иванов, Боян Ангелов, Невена Павлова и Костадин Зяпков. | - Здравка Евтимова за книгата „Юлски разкази“ и Ангел Г. Ангелов за книгата „Внезапно сбогуване“                                    |
| 10 | 2021   | Жури с председател проф. Ивайло Христов и членове дъщерята на Милош Зяпков – д-р Албена Зяпкова, и Катя Ташева – бивш гл. редактор на вестник „Родопска твърдина“.                                                                                            | - Димитър Никифоров за книгата „За честта на единака“                                                                               |
| 11 | 2022   | Жури с председател Маргарита Петкова и членове Васил Сотиров, Валери Иванов, Катя Ташева и Анна Митева. | - Красимир Димовски за книгата с разкази „Момичето, което предсказваше миналото“ и на Хайри Хамдан за стихосбирката „Аз, бедуинът“. |